# Katalin Novák
Katalin Éva Novák (Seghedino, 6 settembre 1977) è una politica ungherese, presidente dell'Ungheria dal 10 maggio 2022 al 26 febbraio 2024, giorno in cui ha rassegnato le dimissioni.
È stata la prima donna ad essere eletta come Capo di Stato nel suo Paese.

## Biografia
Dopo aver completato la sua istruzione secondaria presso la scuola secondaria Ságvári Endre di Seghedino nel 1996, Novák ha studiato economia all'Università Corvinus di Budapest e legge all'Università di Seghedino. Mentre era studentessa, ha anche studiato all'estero presso l'Università di Paris-Nanterre. Oltre all'ungherese, Novák parla francese, inglese e tedesco.
Novák ha iniziato a lavorare presso il Ministero degli Esteri nel 2001, specializzandosi in questioni dell'Unione Europea e dell'Europa. Nel 2010 è diventata consigliere ministeriale e nel 2012 è stata nominata Capo di Gabinetto del Ministero delle Risorse Umane.
Membro del Parlamento ungherese dal 2018, dal 2017 al 2021 è stata vicepresidente del partito di Viktor Orbán Fidesz - Unione Civica Ungherese e nell'ottobre 2020 è stata Ministro della famiglia, carica ricoperta fino a dicembre 2021.
Il 21 dicembre 2021, il primo ministro Viktor Orbán ha annunciato che Novák sarebbe stato il suo candidato alle elezioni presidenziali del 2022. Il 10 marzo 2022, ha vinto guadagnando 137 voti su 188 nell'Assemblea nazionale. È entrata in carica il 10 maggio 2022.

### Presidente dell'Ungheria
Il 10 marzo 2022 il Parlamento ungherese l'ha eletta presidente con 137 voti. Il candidato dell'opposizione, Peter Rona, ne ha ottenuti 51.
Si è dimessa in seguito ad uno scandalo nato in seguito ad una grazia conferita a un uomo condannato per aver insabbiato un caso di pedofilia, il 10 febbraio 2024.

## Vita privata
Katalin Novákcon è sposata con István Attila Veres, economista, direttore della Direzione dei mercati finanziari e del mercato dei cambi presso la Banca nazionale ungherese (MNB). La coppia ha tre figli. Fa parte della Chiesa Riformata ungherese.